# Charalambos Mawrias
Charalambos „Charis” Mawrias (gr. Χαράλαμπος (Χάρης) Μαυρίας, ur. 21 lutego 1994 w Zakintos) – grecki piłkarz występujący na pozycji napastnika w niemieckim klubie Karlsruher. Były reprezentant Grecji.

## Kariera klubowa
Swoją karierę piłkarską Mawrias rozpoczął w klubie Panathinaikos AO. W trakcie sezonu 2010/2011 został włączony do kadry pierwszego zespołu Panathinaikosu przez trenera Nikosa Niopliasa. 20 października 2010 zanotował swój debiut w pierwszym zespole Panathinaikosu w meczu Ligi Mistrzów z Rubinem Kazań (0:0). Stał się tym samym drugim najmłodszym zawodnikiem w historii Ligi Mistrzów po Celestine Babayaro. 24 października 2010 zadebiutował w lidze greckiej w przegranych 0:1 derbach Aten z AEK Ateny. Z kolei 18 lutego 2012 strzelił swojego pierwszego gola w lidze, w wyjazdowym meczu z Ergotelisem (2:0). 22 sierpnia 2013 podpisał trzyletni kontrakt z angielskim Sunderlandem. 31 stycznia 2015 roku Mavrias został wypożyczony do Panathinaikosu.
| Sezon   | Klub               | Kraj   | Rozgrywki             | Mecze | Bramki |
| ------- | ------------------ | ------ | --------------------- | ----- | ------ |
| 2010/11 | Panathinaikos AO   | Grecja | Superleague           | 4     | 0      |
| 2011/12 | Panathinaikos AO   | Grecja | Superleague           | 21    | 1      |
| 2012/13 | Panathinaikos AO   | Grecja | Superleague           | 26    | 2      |
| 2013/14 | Sunderland         | Anglia | Premier League        | 4     | 0      |
| 2014/15 | Sunderland         | Anglia | Premier League        | 0     | 0      |
| 2014/15 | Panathinaikos AO   | Grecja | Superleague           | 3     | 0      |
| 2015/16 | Sunderland         | Anglia | Premier League        | 0     | 0      |
| 2015/16 | Fortuna Düsseldorf | Niemcy | 2. Fußball-Bundesliga | 15    | 1      |
| 2016/17 | Karlsruher SC      | Niemcy | 2. Fußball-Bundesliga |       |        |

## Kariera reprezentacyjna
W swojej karierze Mawrias grał w reprezentacji Grecji U-17, U-19 i U-21. Z kolei w dorosłej reprezentacji Grecji zadebiutował 11 września 2012 roku w wygranym 2:0 meczu eliminacji do MŚ 2014 z Litwą, rozegranym w Pireusie, gdy w 80. minucie zmienił Teofanisa Gekasa.